# Oscar Alfredo Gálvez
Oscar Alfredo Gálvez, argentinski dirkač Formule 1, * 17. avgust 1913, Caballito, Buenos Aires, Argentina, † 16. december 1989, San Isidro, Buenos Aires, Argentina.
V svoji karieri je nastopil le na domači in prvi dirki sezone 1953 za Veliko nagrado Argentine, kjer je z dirkalnikom Maserati A6GCM moštva Officine Alfieri Maserati zasedel peto mesto s krogom zaostanka za zmagovalcem in s tem osvojil dve prvenstveni točki.

## Popolni rezultati Formule 1
(legenda) (odebeljene dirke pomenijo najboljši štartni položaj, poševne pa najhitrejši krog, †-uvrščen kljub odstopu)
| Leto | Moštvo                    | Šasija         | Motor               | 1     | 2   | 3   | 4   | 5   | 6  | 7   | 8   | 9   | Prv | Toč |
| ---- | ------------------------- | -------------- | ------------------- | ----- | --- | --- | --- | --- | -- | --- | --- | --- | --- | --- |
| 1953 | Officine Alfieri Maserati | Maserati A6GCM | Maserati Straight-6 | ARG 5 | 500 | NIZ | BEL | FRA | VB | NEM | ŠVI | ITA | 15. | 2   |